# 火船

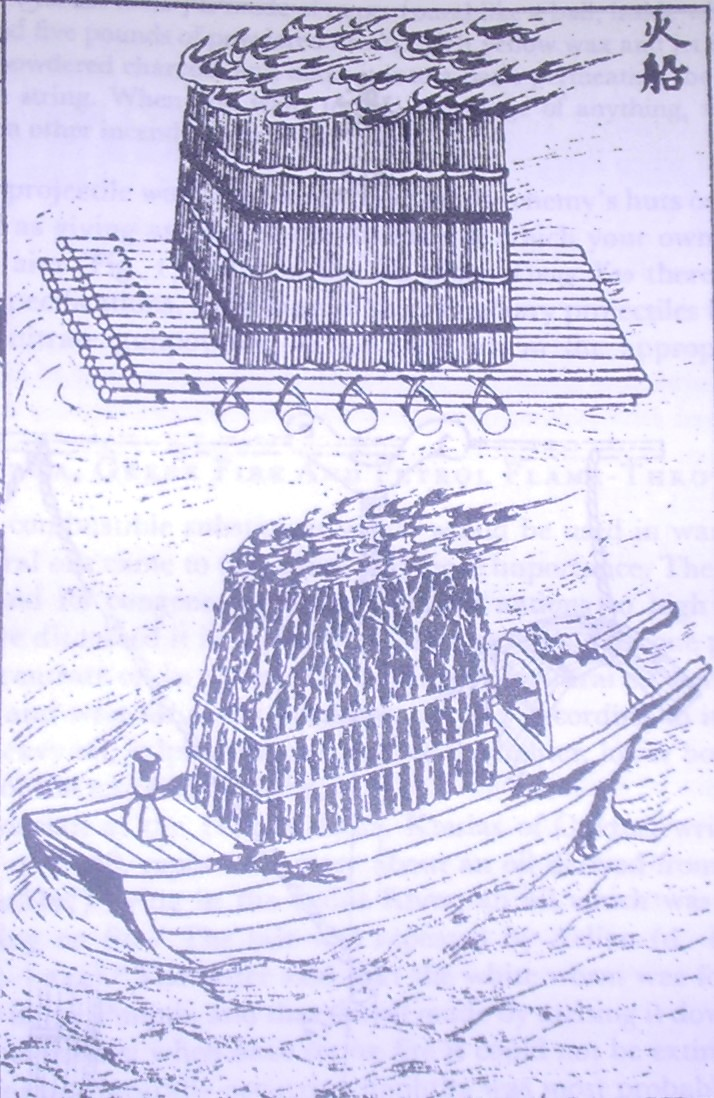
11世紀に書かれた中国の兵法書に登場する火船の例。

火船（かせん、ひぶね）とは、可燃物や爆発物を積載して敵艦船に体当たり攻撃をしかける船のこと。焼き討ち船とも呼ばれる。

## 歴史

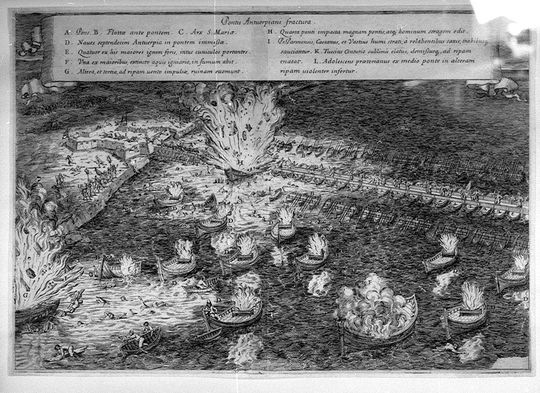
八十年戦争でオランダ軍が使用した火船を描いた絵。

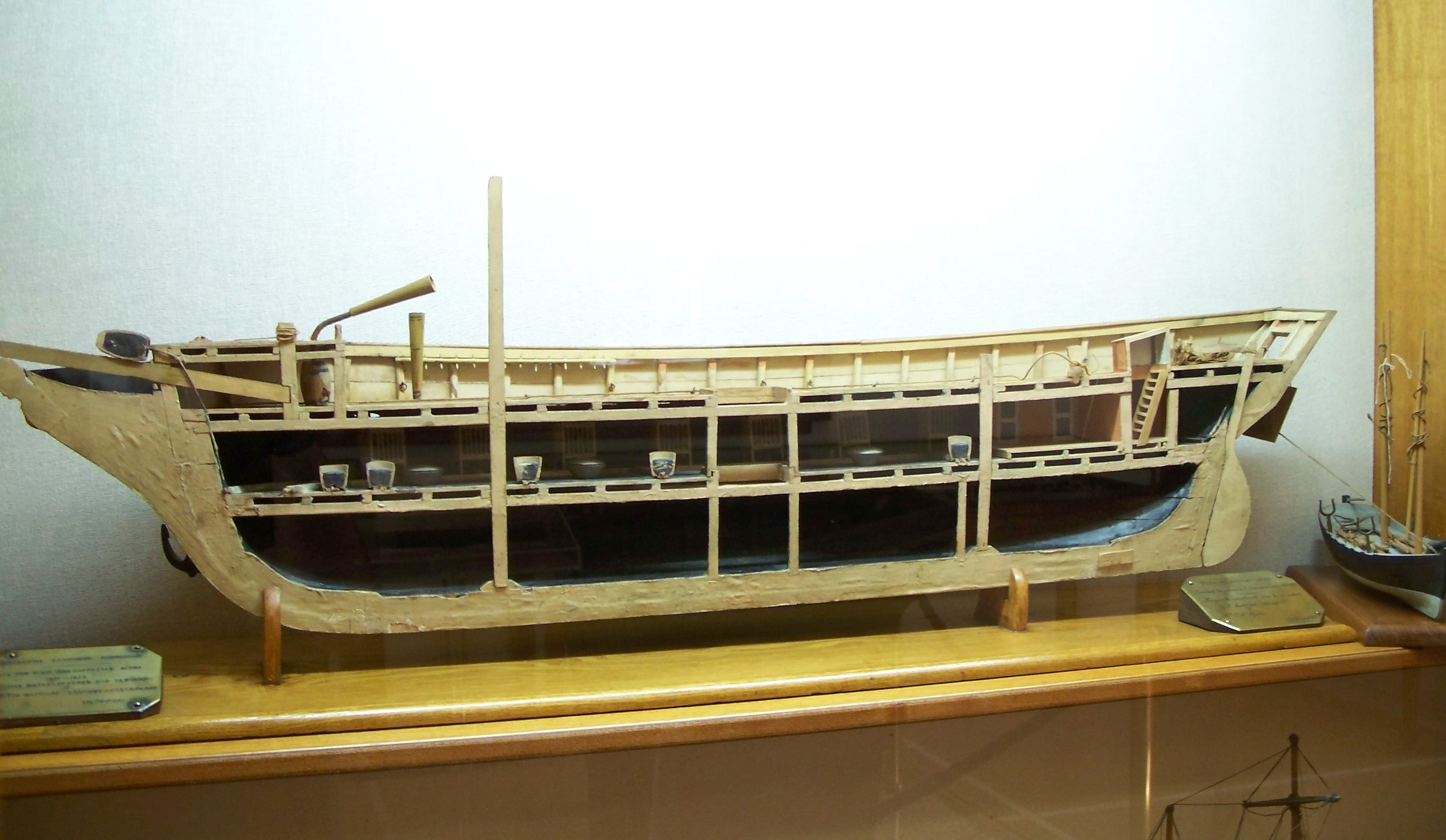
ギリシャ独立戦争で使用された火船の模型。船尾につながれている小船は乗員の脱出用。

火船の歴史は古く、おそらくは海戦の歴史の草創期に存在していたと考えられるが、この種の船が誕生した時期や地域は詳しく知られていない。早い時期の有名な火船使用例として208年の赤壁の戦いでは、黄蓋の発案により停泊していた曹操軍の艦船が火船攻撃を受けて多数が炎上した。地中海でのガレー船による海戦でも、しばしば使用された。このころの火船は小型の船に藁などの可燃物を積載して火を着けて、風上や潮流の上流から放流し、敵艦船に体当たりさせるという形態であった。また、船の甲板に油を塗って火をつけることもあった。
時代が下り火薬が使用されるようになると、火船にも火薬が搭載されるようになった。火薬を搭載する場合は体当たりする時間に火薬に引火するように導火線が用いられた。しかしながら、敵艦船が火船攻撃から逃れる可能性があったため、乗員は可能な限り火船に留って敵艦船へ船体を近づけた。
西洋では、海戦の主役がガレー船から帆船に移ると、さらに火船が重用されるようになった。アルマダの海戦では、密集したスペイン艦隊に対してイングランド軍の火船が使用され、直接の戦果こそなかったものの大混乱を生じさせてイングランド勝利の契機となった。八十年戦争（いわゆるオランダ独立戦争）では、オランダ軍が大量の火薬を積んだ強大な火船を使用し、戦果を上げた（en:Hellburnersも参照）。
火船戦術は、17世紀中盤の英蘭戦争で頂点に達した。第一次英蘭戦争では敵艦隊に対し単純に風上から放流するだけで、容易に迎撃や回避をされてしまい戦果が乏しかった。しかし、第二次英蘭戦争では固定的な目標を狙って使用され、しかも妨害を排除するための護衛艦を伴うなど運用も洗練されたことから、いくつかの海戦で成功を収めることができた。
18世紀になると、西洋における火砲の発達や、軍艦の運動性の向上、整然とした艦隊行動の発展などのため、火船の戦術的有効性は低下した。アメリカ独立戦争では碇泊中の艦船に対する攻撃手段としてしか効力を発揮できず、次第に姿を消した。ただ、有力な軍艦を整備できない勢力にとっては奇襲戦術として価値が残った。ギリシャ独立戦争では、ギリシャ軍により、可燃物としてアスファルトなどを満載した火船がかなりの規模で使用され、相当の戦果を挙げている。
第二次世界大戦においては、火薬を搭載した小型体当り艇の使用例がある。イタリア海軍がスダ湾襲撃で重巡洋艦「ヨーク」の撃破に成功した例や、日本が特攻兵器として整備した震洋などが存在する。イギリスは、ドイツ軍のイギリス本土上陸作戦に対抗するため、ドイツ軍が準備中の上陸用舟艇を火船で焼き払うルシッド作戦（en:Operation Lucid）を立案したが、実行に至らなかった。また、1942年のサン＝ナゼール強襲作戦においては、老朽駆逐艦「キャンベルタウン」が爆薬を搭載した火船としてドック攻撃に投入され、ドックの完全破壊に成功している。
2000年には米艦コール襲撃事件で、火薬搭載の自爆ボートが使用された。
火船に替わる兵器としては、アメリカ独立戦争中に外装水雷を装備した水雷艇が生まれた。その後の魚雷や対艦ミサイルの開発により体当りの必要もあまり無くなった。ただし、前述のような小型体当り艇の使用例が、その後も若干見られる。

## 火船が使用された主要な戦闘

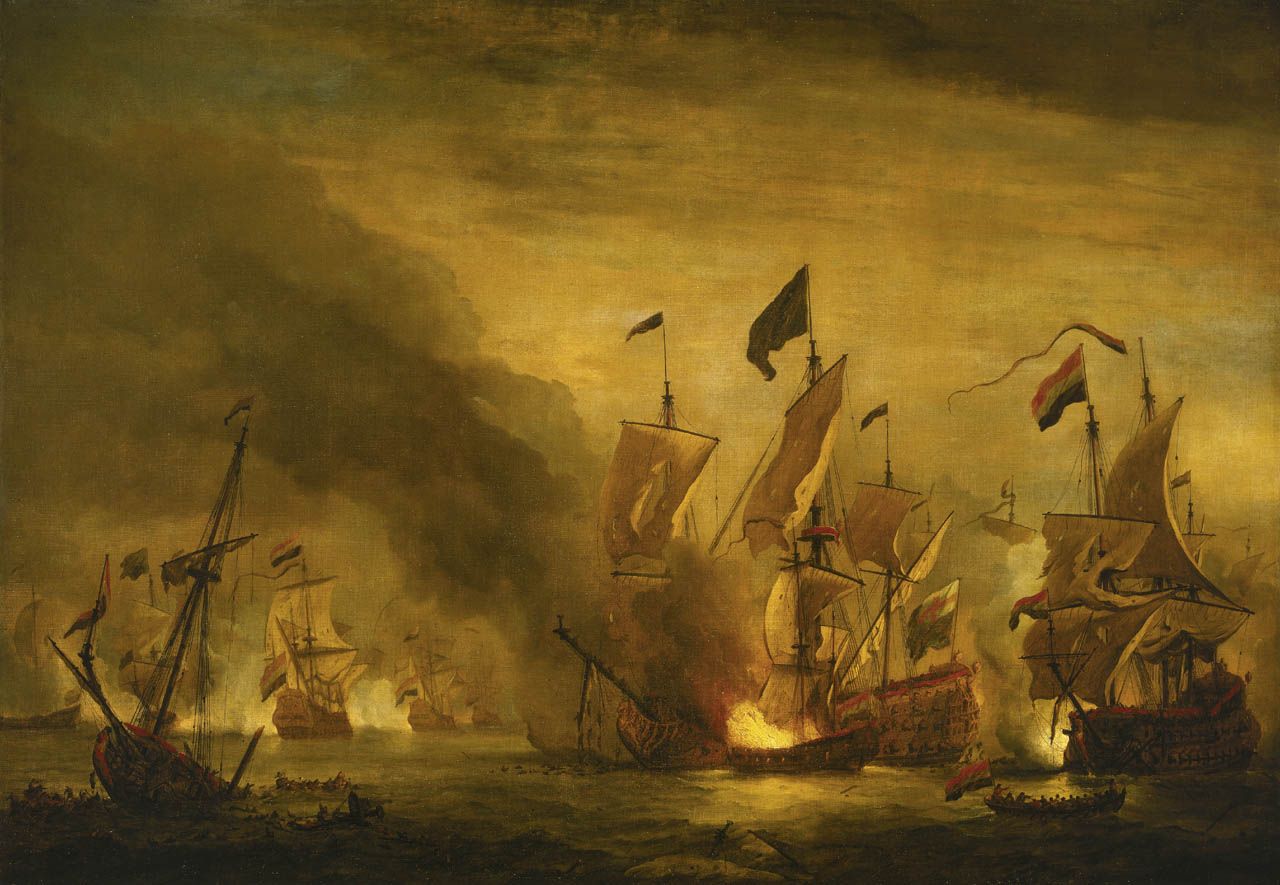
ソールベイの海戦ではオランダの火船がイギリスの旗艦「ロイヤル・ジェイムズ」を撃沈した。

- 赤壁の戦い
- 鄱陽湖の戦い
- アルマダの海戦
- ローストフトの海戦（en:Battle of Lowestoft）
- ソールベイの海戦
- トリポリ港の戦い
- スダ湾襲撃
- サン＝ナゼール強襲